# Triniochloa gracilis
Triniochloa gracilis là một loài thực vật có hoa trong họ Hòa thảo. Loài này được Gómez-Sánchez & Gonz.-Led. miêu tả khoa học đầu tiên năm 1998.